# Halowe Mistrzostwa Europy w Lekkoatletyce 1980 – bieg na 400 m mężczyzn
Bieg na 400 metrów mężczyzn – jedna z konkurencji biegowych rozgrywanych podczas halowych lekkoatletycznych mistrzostw Europy w hali Glaspalast w Sindelfingen. Eliminacje i półfinały zostały rozegrane 1 marca, a bieg finałowy 2 marca 1980. Zwyciężył reprezentant Związku Radzieckiego Nikołaj Czerniecki. Tytułu zdobytego na poprzednich mistrzostwach nie obronił Karel Kolář z Czechosłowacji, który tym razem wywalczył srebrny medal.

## Rezultaty

### Eliminacje
Rozegrano 5 biegów eliminacyjnych, do których przystąpiło 19 biegaczy. Awans do półfinału dawało zwycięstwo w swoim biegu (Q). Skład półfinałów uzupełniło trzech zawodników z najlepszym czasem wśród przegranych (q).
Opracowano na podstawie materiału źródłowego.
Bieg 1
| Miejsce | Zawodnik             | Czas  | Uwagi |
| ------- | -------------------- | ----- | ----- |
| 1       | Christer Gullstrand  | 47,28 | Q     |
| 2       | Benjamín González    | 47,94 |       |
| 3       | Rolf Gisler          | 47,99 |       |
| 4       | Andreas Provelengios | 48,95 |       |

Bieg 2
| Miejsce | Zawodnik           | Czas  | Uwagi |
| ------- | ------------------ | ----- | ----- |
| 1       | Stefano Malinverni | 47,17 | Q     |
| 2       | Stawros Dziordzis  | 47,72 |       |
| 3       | Wolfgang Richter   | 47,95 |       |
| 4       | Stein-Are Agledal  | 48,14 |       |

Bieg 3
| Miejsce | Zawodnik           | Czas  | Uwagi |
| ------- | ------------------ | ----- | ----- |
| 1       | Nikołaj Czerniecki | 46,85 | Q     |
| 2       | Horia Toboc        | 47,07 | q     |
| 3       | Władimir Iwanow    | 47,80 |       |

Bieg 4
| Miejsce | Zawodnik           | Czas  | Uwagi |
| ------- | ------------------ | ----- | ----- |
| 1       | Karel Kolář        | 46,47 | Q     |
| 2       | Remigijus Valiulis | 47,00 | q     |
| 3       | Alfonso Di Guida   | 47,36 | q     |
| 4       | Peter Haas         | 47,59 |       |

Bieg 5
| Miejsce | Zawodnik       | Czas  | Uwagi |
| ------- | -------------- | ----- | ----- |
| 1       | Wiktor Burakow | 48,03 | Q     |
| 2       | József Szalai  | 48,32 |       |
| 3       | Ludger Zander  | 48,80 |       |
| –       | Urs Kamber     | DQ    |       |

### Półfinały
Rozegrano 2 biegi półfinałowe, w których wystartowało 8 biegaczy. Awans do finału dawało zajęcie jednego z dwóch pierwszych miejsc w swoim biegu (Q).
Opracowano na podstawie materiału źródłowego.
Bieg 1
| Miejsce | Zawodnik           | Czas  | Uwagi |
| ------- | ------------------ | ----- | ----- |
| 1       | Karel Kolář        | 46,89 | Q     |
| 2       | Remigijus Valiulis | 47,17 | Q     |
| 3       | Wiktor Burakow     | 47,18 |       |
| –       | Stefano Malinverni | DNF   |       |

Bieg 2
| Miejsce | Zawodnik            | Czas  | Uwagi |
| ------- | ------------------- | ----- | ----- |
| 1       | Nikołaj Czerniecki  | 47,15 | Q     |
| 2       | Horia Toboc         | 47,47 | Q     |
| 3       | Christer Gullstrand | 47,62 |       |
| 4       | Alfonso Di Guida    | 47,97 |       |

### Finał
Opracowano na podstawie materiału źródłowego.
| Miejsce | Zawodnik           | Czas  |
| ------- | ------------------ | ----- |
| 1       | Nikołaj Czerniecki | 46,29 |
| 2       | Karel Kolář        | 46,55 |
| 3       | Remigijus Valiulis | 46,75 |
| 4       | Horia Toboc        | 46,95 |